# Johann Heinrich Fenner von Fenneberg
Johann Heinrich Christoph Matthias Fenner von Fenneberg (25. prosince 1774, Kirchhain – 16. prosince 1849, Bad Schwalbach) byl německý lékař a básník.

## Životopis
Fenner von Fenneberg studoval medicínu v Marburgu, od roku 1802 jmenován dvorním radou, v roce 1804 habilitoval a poté působil jako lázeňský lékař v Schlangenbadu a Bad Schwalbachu. V roce 1813 se stal všeobecným lékařským radou a v roce 1821 byl povýšen do šlechtického stavu. Napsal řadu knih o lázeňství i o obecné medicíně. V období 1799 až 1801 vydával časopis Gemeinnüziges Journal über die Gesundbrunnen und Bäder in Deutschland a od 1816 do 1818 Curgeschenk für Brunnen- und Badegäste. Spolu s Heinrichem Döringem publikoval Jahrbücher der Heilquellen Deutschlands.

## Dílo (výběr)
- Zwo Abhandlungen aus der Geburtshülfe, über die Wehen vor und nach der Geburt. Gottfr. Vetter a J. H. Christ Fenner. Lipsko: Böttger, 1796 (Archiv für praktische Aerzte; 3).
- Bibliothecae hydatologiae medicae. Giessen: Schröder, 1804.
- Über die Pfuscherei in der Medizin. Giessen, 1804.
- Freimüthige Briefe über Schwalbach, dessen Quellen und Umgebungen. Frankfurt, 1807
- Schwalbach und seine Heilquellen. - Darmstadt : Heyer & Leske, 1817. Digitalizovaná verze
- Taschenbuch für Gesundbrunnen und Bäder z. Gebrauche für Aerzte und Nichtärzte. Darmstadt: Heyer & Leske, 1816-18, 3 díly.
- Das Gebet des Herrn in vier Gesängen. Wiesbaden, 1819.
- Winterblumen, Wiesbaden, 1819.
- Kurzgefaßter Unterricht über den Nutzen und Gebrauch des Schwalbacher Mineralwassers, 2. vydání 1832
- Was thut dem Curgaste zu wissen und zu befolgen Noth?, 1831
- Ueber Nachcuren von Dr. Fenner von Fenneberg. Wiesbaden: Ritter, 1836.
- Ueber den innerlichen Gebrauch der Kohlensauren Stahlwasser von Schwalbach. Wiesbaden, 1823, další vydání Darmstadt, 1840.
- Tabellarischer Unterricht für die Hebammen der niedern Grafschaft Katzenelnbogen.